# Surinaams UFO-meldpunt
Het Meldpunt UFO's boven Surinaams Territorium (MUST) was een Surinaams meldpunt voor niet geïdentificeerde vliegende objecten (ufo's), opgericht in 2009. Het doel van het meldpunt was in kaart te brengen hoeveel en welke waarnemingen gedaan werden. Bij voldoende gegevens werd ook onderzoek gedaan naar het gemelde object.
Tussen 2009 en eind 2015 zijn ruim 90 ufo's gemeld. Daarvan werden er 31 onderzocht op basis van interviews met de melders, waar mogelijk analyses van beeldmateriaal en gegevens van de Surinaamse Luchtvaartdienst, de Meteorologische Dienst en andere officiële instanties in Suriname. Dertien waarnemingen konden verklaard worden, onder meer als wensballon, raket, weerballon en satelliet. Voor elf is nooit een verklaring gevonden, en de overige meldingen bevatten te weinig informatie om er een uitspraak over te kunnen doen.
MUST streefde naar een objectieve benadering van het ufo-fenomeen. De organisatie zei te willen bereiken dat het ufo-fenomeen onderwerp wordt van wetenschappelijk onderzoek. In november 2015 is het ufo-meldpunt opgeheven.

## Vergelijkbare organisaties in de regio
- Comité de Estudios de Fenómenos Aéreos Anómalos, Chileense overheidscommissie die ongeïdentificeerde vliegende objecten bestudeert
- Visión Ovni, Argentijnse ufo-organisatie
- Comisión de Investigación de Fenómenos Aeroespaciales (CIFA), Argentijnse ufo-organisatie
- Office of Anomalous Aerial Phenomena Research (OIFAA), Peruaans ufo-onderzoek
- Brazilian Committee of UFO Researchers (CBU), een groep Braziliaanse ufo-onderzoekers
- Comisión Receptora e Investigadora de Denuncias de Objetos Voladores No Identificados (CRIDOVNI), een Uruguayaanse organisatie die samenwerkt met de Luchtmacht
- Unusual Aerial Phenomena Study Group/Grupo de Estudio de Fenómenos Aéreos Inusuales (UAPSG/GEFAI), Uruguayaanse ufologengroep